# Hoffmannia arborescens
Hoffmannia arborescens är en måreväxtart som beskrevs av John Donnell Smith. Hoffmannia arborescens ingår i släktet Hoffmannia och familjen måreväxter.
Artens utbredningsområde är Costa Rica. Inga underarter finns listade i Catalogue of Life.